# 外胚乳
外胚乳（perisperm）是围绕胚的一层功能类似于胚乳的营养组织。胚珠（发育为种子）通常由三部分组成：形成外层的珠被、珠心和位于其中心的胚囊。珠心可以发育成滋养胚胎的外胚乳，如石竹目的一些科（苋科、藜科和蓼科）和睡莲科等。